# Gmina Wodzisław
Die Gmina Wodzisław ist eine Stadt-und-Land-Gemeinde im Powiat Jędrzejowski der Woiwodschaft Heiligkreuz in Polen. Ihr Sitz ist die gleichnamige Stadt. Mit der Wiederverleihung der 1870 entzogenen Stadtrechte zum 1. Januar 2021 wurde auch die Gemeinde von einer Landgemeinde zu einer Stadt-und-Land-Gemeinde.

## Gliederung
Zur Stadt-und-Land-Gemeinde (gmina wiejska) Wodzisław gehören folgende Dörfer mit einem Schulzenamt:
Brzeście
Brzezinki
Dębiany
Droblin
Folga Pierwsza
Jeziorki
Judasze
Kaziny
Klemencice
Konary
Kowalów Dolny
Kowalów Górny
Krężoły
Laskowa
Lubcza
Ludwinów
Łany
Mieronice
Mierzawa
Nawarzyce
Niegosławice
Nowa Olszówka
Olbrachcice
Pękosław
Piotrkowice
Piskorzowice
Podlesie
Pokrzywnica
Promyk
Przezwody
Przyłęczek
Przyłęk
Przyrąb
Sadki
Sielec
Stara Olszówka
Strzeszkowice
Świątniki
Wodacz
Wodzisław
Wola Lubecka
Września
Zarzecze
Kleinere Ortschaften der Gemeinde sind:
Antonówka
Brzezie
Byczów
Chojny
Czerwona Ruś
Dodatki
Dropiówka
Dzierganka
Emilianów Mały
Ewcin
Folga
Janów
Jeziorówka
Józefowskie
Judasze (kolonia wsi)
Kalinówka
Karczówka (Brzeście)
Karczówka (Nowa Olszówka)
Karczunek
Kolonia
Kowalów
Kresy
Marianów
Mikołajewskie
Młynówka
Nowakówka
Nowizna Strzeszkowska
Piaski Wodzisławskie
Pinechówka
Podlesie (Laskowa)
Rajskie
Sadki Janowskie
Sadki-Modrzewie
Szerokie Pola
Ukazowe
Za Lasem
Zacisze
Zagóra
Zagórze (Krężoły)
Zagórze (Pękosław)
Zapusty
Zawodzie
Łany (kolonia wsi)
Średnica